# Wilhelm Kubel
Carl Hermann Wilhelm Kubel (* 19. Juli 1832 in Braunschweig; † 15. Dezember 1903 in Hasserode) war ein deutscher Apotheker, tätig in Holzminden.
Wilhelm Kubel war am Collegium Carolinum in Braunschweig 1850 zunächst als Zuhörer und ab 1854 als Student der Pharmazie eingeschrieben. 1855 setzte er sein Studium an der Universität Göttingen fort, wo er 1860 mit einer Arbeit über Anthranilsäure zum Dr. phil. promoviert wurde. Parallel dazu war er seit 1857 am chemischen Laboratorium in Braunschweig tätig. Hier wirkte er fortan als einziger chemischer Assistent und Hilfslehrer. 1866 untersuchte er das 1861 mit Theodor Hartig entdeckte Coniferin, isolierte es aus dem Kambialsaft der Coniferen (Nadelbäume) und bemerkte beim Kochen mit verdünnten Säuren einen Geruch von Vanille.
1870 gab er den Assistenzposten auf und übernahm eine Apotheke in Holzminden. Mit Georg Dragendorff forschte er zur Cathartinsäure aus Senna (als Abführmittel).
Von seinem Coniferin überließ er seinem Studienkollegen Wilhelm Haarmann, der in Berlin seine Doktorarbeit (1872) dazu schrieb, etwas. Haarmann wiederum stellte ihm Ferdinand Tiemann vor. Haarmann und Tiemann erkannten, dass Kubel zur Spaltung verdünnte Mineralsäuren verwandt hatte, die das zunächst entstehende Spaltungsprodukt polymerisieren. Sie verwendeten stattdessen das fermentativ wirkende Emulsin, stellten im Frühjahr und Sommer 1873 mit großer Mühe 2,5 kg Coniferin selbst dar und konnten 1874 „Über das Coniferin und seine Umwandlung in das aromatische Prinzip der Vanille“ berichten.
Bekannt sind die Kubel-Tiemann-Bestimmungsmethode und die Lackmuslösung nach Kubel-Tiemann.
1875 verstarb „Frau Apoth. Kubel [Alexandra Mathilde Elsbeth geb. Schottelius, * 30. Juni 1853 in Braunschweig] in Holzminden“.

## Veröffentlichungen
- Verbindungen der Anthranilsäure mit Säuren; In: Justus Liebigs Annalen der Chemie 102/2, 1857, S. 236–238
- Über die Anthranilsäure. Dissertation Göttingen 1860
- Zur Analyse natürlicher Gewässer. 1867
- mit Ferdinand Tiemann: Anleitung zur Untersuchung von Wasser welches zu gewerblichen und häuslichen Zwecken oder als Trinkwasser benutzt werden soll
- Prüfung des Karlsbader Salzes. In: Archiv der Pharmazie 229, 1891